# Kaleń (Sadkowice)
Pour les articles homonymes, voir Kaleń.
Kaleń est une localité polonaise de la gmina de Sadkowice, située dans le powiat de Rawa Mazowiecka en voïvodie de Łódź.